# Solaris
Вижте пояснителната страница за други значения на Solaris.
Solaris е Unix-базирана операционна система, разработена от компанията Oracle.
За всички версии след Solaris 9, Oracle предлагат за свободно изтегляне (но в бинарен вид, т.е. не с открит изходен код) некомерсиален вариант на Solaris по лиценза CDDL. Този вариант се различава от комерсиалната версия по това, че Oracle не предоставят техническа поддръжка, няма документация в печатен вид и липсва известно количество несвободен софтуер (Value Added Software).
През юни 2005 година, Oracle решават да открият част от изходния код на Solaris 10 и да стартират проекта OpenSolaris. Разработката на следващата версия на Solaris — версия 11.0 – се провежда в сътрудничество с общността OpenSolaris и в значителна степен на основа на кода на OpenSolaris 1.0.
По-ранните версии, базирани на BSD UNIX, се наричат SunOS. Във варианта SunOS 5 изходният код е преведен на база на System V, а името беше променено на Solaris 2. След излизането на версия 2.6, Oracle изключват двойката от името, а следващата версия наричат Solaris 7. Към началото на 2007 година последната налична версия на Solaris е Solaris 10 (достъпна за свободно изтегляне от официалния сайт на компанията Oracle). След него е разработен Solaris 11.0 (с кодово название на проекта „Невада“), като последната стабилна версия е 11.3 от 26 октомври 2015.